# Џејмс Хант
Џејмс Хант (енгл. James Simon Wallis Hunt; 29. август 1947 — 15. јун 1993) је био енглески возач формуле 1 и освајач шампионске титуле 1976. године. Хантове акционе бравуре које је изводио на стази донеле су му надимак "Хант скретничар“. Пошто је престао да се бави вожњом, Хант је постао коментатор и бизнисмен.
Своју тркачку каријеру почео је у шампионату тјунираних аутомобила, након чега је прешао у Формулу три где је привукао пажњу Хескет тима и убрзо почео да вози за њих. 1973. године Хант почиње да се трка у оквиру Формуле Један возећи Март 731 под надзором Хаскет тима. Пре него што је прешао у Макларен 1975. године, Хант је низао победе за Хаскет тим у њиховом Хаскет 308 болиду у Светском шампионату и нешампионским тркама. У својој дебитантској години у Макларену освојио је Светски шампионат, након чега је остао још две године са истим тимом, али са знатно мање успеха. Почетком 1979. године почиње да вози за Вулф тим. Након низа неуспешних трка, повукао се из света аутомобилизма средином сезоне 1979. године.